# Karwin (województwo zachodniopomorskie)

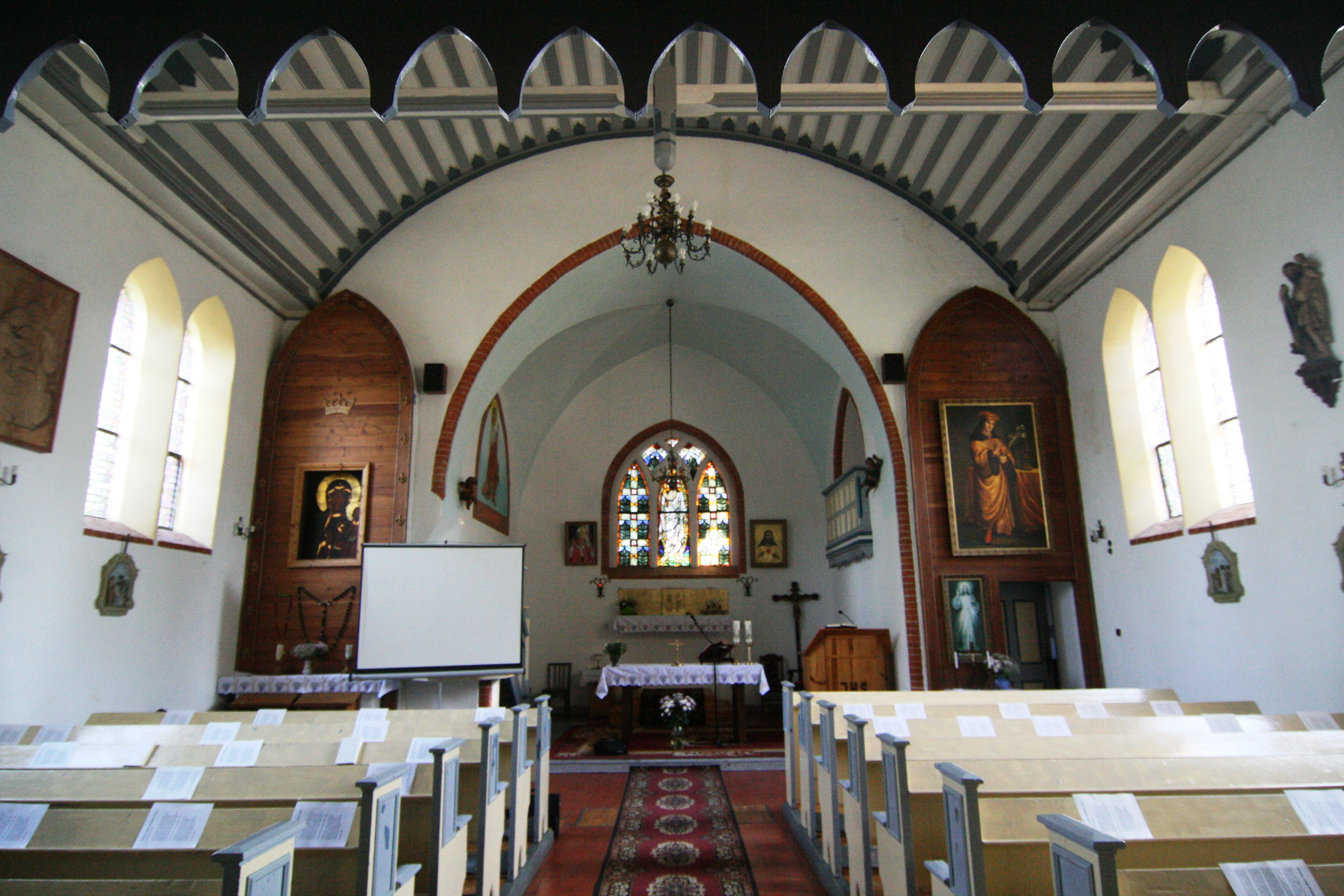
Wnętrze kościoła pw. św. Kazimierza w Karwinie

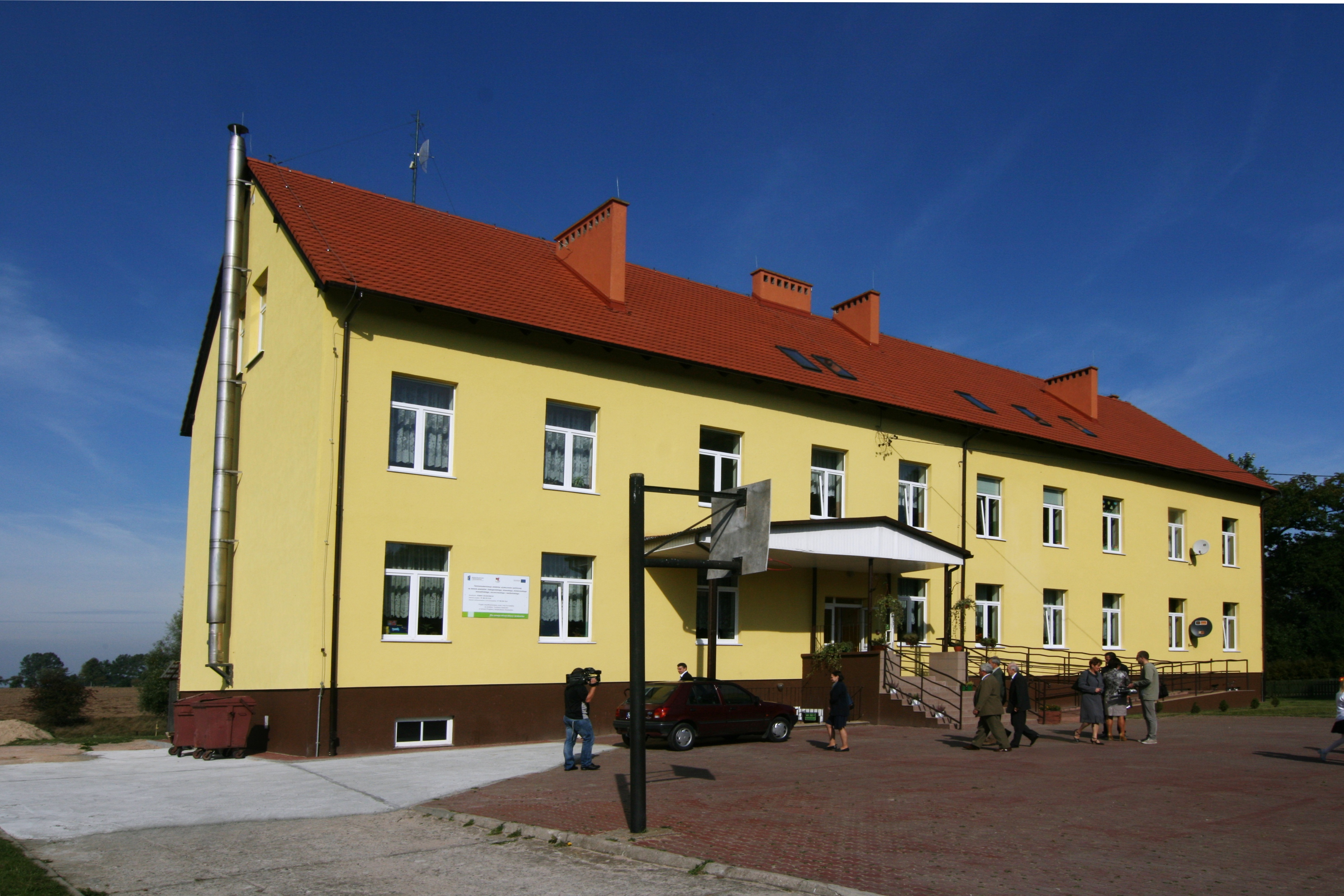
Szkoła podstawowa im. Macieja Rataja w Karwinie

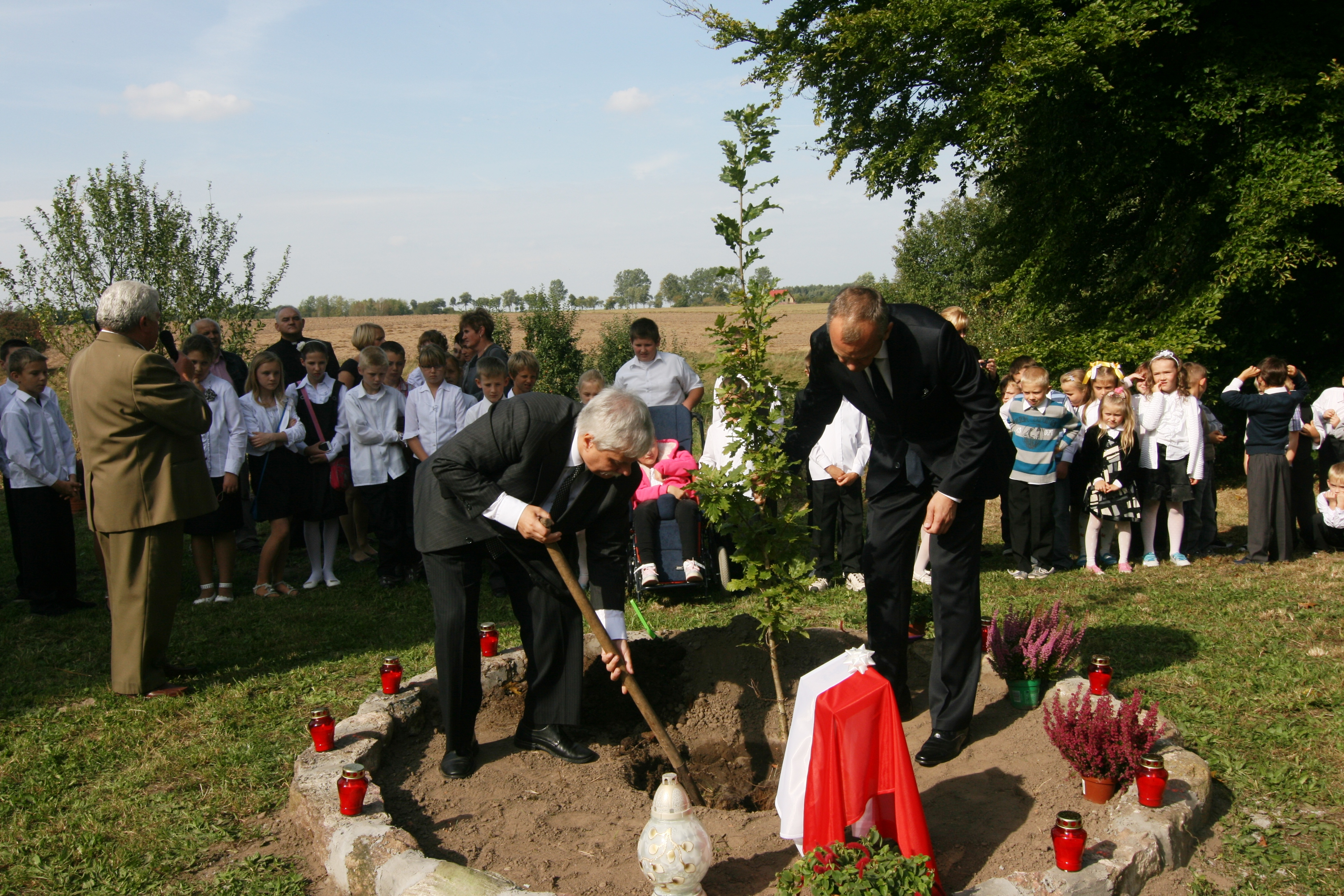
Uroczystość posadzenia Dębu Pamięci dla uhonorowania Tomasza Piskorskiego zamordowanego w Charkowie w kwietniu 1940 roku. Dąb sadzą Tomasz Chlebowski (po lewej), wnuk Tomasza Piskorskiego i Waldemar Miśko, burmistrz Karlina

Karwin (niem. Karvin) – wieś sołecka w Polsce położona w województwie zachodniopomorskim, w powiecie białogardzkim, w gminie Karlino.
W latach 1954–1961 wieś należała i była siedzibą władz gromady Karwin, po jej zniesieniu w gromadzie Karlino. W latach 1975–1998 wieś należała do województwa koszalińskiego. W roku 2007 wieś liczyła 153 mieszkańców.

## Geografia
Wieś leży ok. 10 km na południowy zachód od Karlina, przy drodze krajowej nr 6. 

## Toponimika nazwy
Pierwotna nazwa z 1260 roku - Carmin, potem z 1480 roku – Karvin i Karwin; z 1496 i 1780 roku – Kelvin; następnie z lat 1586, 1607–1610 i 1804 – Cardin; jeszcze z 1659 roku – Carvihn; z lat 1779–1785 – Korvin; lata 1930–1945 – Karvin. Nazwa pochodzi od apelatywu karva czyli „krowa” (z pomorskim ar); kaszubskie karva to „pastwisko dla krów”; karvina – „trzoda krów, cieląt i wołów”. 

## Historia
Wieś była starym lennem rodu von Damitz. 

## Zabytki i ciekawe miejsca
- kościół pw. św. Kazimierza, rzymskokatolicki, parafialny z początku XX wieku, należący do dekanatu Gościno, diecezji koszalińsko-kołobrzeskiej, metropolii szczecińsko-kamieńskiej. Budynek murowany o wymiarach: 16,75 m długi, 10,54 m szeroki, zbudowany w stylu neogotyckim. Jednonawowy, zamknięty prosto, od zachodu dobudowana wieża na planie kwadratu[4]. Według M. Vollacka, Karwin posiadał już kościół w 1347 roku – patronatu Rady Kołobrzeskiej. Następny kościół zbudowano w początkach XVII wieku. Nie ma informacji na temat jego wyglądu. W 1809 roku E.G.B. Schulz z Karwina chciał przystąpić do remontu obiektów parafialnych, ale zobowiązany do tego patron Borck z Domacyna był zadłużony i dlatego remont odwlekano. Z protokołu wizytacyjnego z 1813 roku wiemy, że kościół i plebania były w złym stanie budowlanym. Wieża kościelna wymagała gruntownego remontu. W 1842 roku inspektor budowlany Aldendrop stwierdził, że kościół (wtedy 15 m długi, 8,7 m szeroki i 3,65 m wysoki) należy wyremontować. Dopiero 26 marca 1886 roku minister wyznań religijnych stwierdził, że wieżę kościelną ma wybudować patron – baronowa von Robel. W 1894 roku policyjnie zamknięto kościół, ponieważ groził zawaleniem. W 1903 roku powstał projekt zbudowania nowej świątyni, który można było zrealizować dopiero w latach 1914–1915. Zburzono stary kościół z kamieni polnych i zbudowano nowy, z cegły, w stylu zbliżonym do neogotyckiego z osobną kwadratową wieżą oraz przylegającym przedsionkiem. Do najstarszych obiektów należą: trzy gotyckie rzeźby z XV wieku: (Apostoła z drugiej poł. XV wieku, pochodząca prawdopodobnie ze skrzydła nie zachowanego, szafkowego ołtarza bocznego; Maria z Dzieciątkiem z dawnego ołtarza Sacra Conversatione; św. Maria Magdalena tego samego ołtarza), wczesnorenesansowa misa chrzcielna z początków XVI wieku, cztery spośród ośmiu herbów witrażowych wykonane przez Joachima Manteuffla z 1596 roku, witraż z 1915 roku "Zmartwychwstały Chrystus" (zamówiony do nowego kościoła), obraz olejny na płótnie „Modlitwa na Górze Oliwnej” z 1845 roku (znajdował się dawniej w ołtarzu głównym), nowe pokrycie ołtarzowe i na ambonę. W 1884 roku ofiarowane przez patronkę z Domacyna von Roebel, parafianie ofiarowali natomiast dzbanek, pozłacaną paterę, łyżkę do kielicha, skrzynię na przedmioty do odprawiania nabożeństwa. W 2005 roku z kościoła zostały ukradzione 2 najcenniejsze figurki: Marii Magdaleny oraz Marii z Dzieciątkiem[5].

Inne obiekty:
- budynek mieszkalny z początku XX wieku
- cmentarz, nieczynny, położony na granicy lasu, po lewej stronie drogi do Domacyna[6].

## Przyroda
Na cmentarzu występują pomniki przyrody: trzy lipy drobnolistne o obwodach 265, 295 i 255 cm i wysokości 30 m; żywotnik zachodni o obwodzie 165 cm i wysokości 15 m oraz jesion wyniosły o obwodzie 297 cm i wysokości 22 m.

## Kultura i sport
We wsi jest szkoła podstawowa im. Macieja Rataja i boisko sportowe. Na terenie szkoły 18 września 2012 roku posadzono Dąb Pamięci dla uhonorowania Tomasza Piskorskiego, zamordowanego w Charkowie w kwietniu 1940 roku.

## Komunikacja
W miejscowości znajduje się przystanek komunikacji autobusowej.